# Comuna de Klwów
Klwów (polaco: Gmina Klwów) é uma gminy (comuna) na Polónia, na voivodia de Mazóvia e no condado de Przysuski. A sede do condado é a cidade de Klwów.
De acordo com os censos de 2004, a comuna tem 3.47 tys. habitantes, com uma densidade 38 hab/km².

## Área
Estende-se por uma área de 90,46 km², incluindo:
- área agricola: 73%
- área florestal: 21%

## Demografia
Dados de 2006:
|                      | Total   | Total | Mulheres | Mulheres | Homens  | Homens |
| -------------------- | ------- | ----- | -------- | -------- | ------- | ------ |
|                      | pessoas | %     | pessoas  | %        | pessoas | %      |
| População            | 3470    | 100   | 1721     | 49,5     | 1749    | 50,5   |
| Densidade (pop./km²) | 38,3    | 100   | 19       | 19       | 19,4    | 19,4   |

De acordo com dados de 2005, o rendimento médio per capita ascendia a 1507.92 zł.

## Subdivisões
- Borowa Wola, Brzeski, Drążno, Głuszyna, Kadź, Klwów, Kłudno, Ligęzów, Nowy Świat, Podczasza Wola, Przystałowice Duże, Przystałowice Duże-Kolonia, Sady-Kolonia, Sulgostów, Ulów, Ulów-Kolonia

## Comunas vizinhas
- Nowe Miasto nad Pilicą, Odrzywół, Potworów, Rusinów, Wyśmierzyce